# Galtara oberthueri
Galtara oberthueri là một loài bướm đêm thuộc phân họ Arctiinae, họ Erebidae.